# Aixi főegyházmegye
Az Aixi (Arles-i) főegyházmegye (ejtsd: [ekszi / ȧrli]) (latinul: Archidioecesis Aquensis in Gallia-Arelatensis (Arelatensis-Ebrodunensis), franciául: Archidiocèse d’Aix-Arles) egy francia római katolikus érsekség, amelyet az 1. században alapítottak. Bouches-du-Rhône département területén fekszik, a határaik megegyeznek (kivéve Marseille kerületét). Az Aixi főegyházmegye bár maga főegyházmegye, nem metropolita székhely;  a Marseille-i főegyházmegye szuffragán egyházmegyéje. Az érseki székhely és a Saint-Sauveur d'Aix-en-Provence-i székesegyház Aix-en-Provence-ban található. 2010. március 29-től 2022-ig Aix és Arles érseke Mons. Christophe Dufour volt. Nyugalomba vonulása miatt helyére Ferenc pápa 2022. július 5-én Christian Delarbre-t nevezte ki.

## Története
Az 1. század folyamán megalapították Aix-en-provence-i egyházmegyét. Aixi Szent Maximinusz volt az első püspöke a 45. év környékén. Az 5. században érsekséggé emelték. Az 1801-es konkordátum alapján Franciaországban számos egyházmegyét megszüntettek, és területeiket más egyházmegyékhez csatolták. A megszűnt Arles-i (később nem alakult újjá), Fréjusi, Marseille-i, Riez-i (később nem alakult újjá) és a Touloni egyházmegye területei így az Aix-i főegyházmegye részei lettek.
1822. október 6-án a Marseille-i és a Fréjus-Touloni egyházmegyét leválasztották a főegyházmegyéről, az Aix-i érsekséget pedig Aix-(-Arles-Embrun)-ra nevezték át (1817. július 10-én állították vissza az Arles-i főegyházmegyét, de 1822. október 6-án ismét megszűnt, és ismét az Aixi főegyházmegyéhez csatolták; a konkordátum eredményeként az Embruni főegyházmegye is megszűnt, de nagyrészt a Dignei egyházmegyéhez került).
Az Aix(-Arles-Embrun)-i főegyházmegyét 2002. december 8-án megfosztották metropolita státuszától, és a Marseille-i főegyházmegye szuffragán egyházmegyéje lett.
A főegyházmegye nevét 2007. december 31-én Aix(-Arles)-ira változtatták.

## Szomszédos egyházmegyék
- Nîmes-i egyházmegye (nyugat)
- Avignoni főegyházmegye (észak)
- Fréjus-Touloni egyházmegye (kelet)
- Marseille-i főegyházmegye (dél)

## Fordítás
- Ez a szócikk részben vagy egészben  az   Erzbistum Aix című német Wikipédia-szócikk ezen változatának fordításán alapul.  Az eredeti cikk szerkesztőit annak laptörténete sorolja fel. Ez a jelzés csupán a megfogalmazás eredetét és a szerzői jogokat jelzi, nem szolgál a cikkben szereplő információk forrásmegjelöléseként.